# فلم بنكروماتي

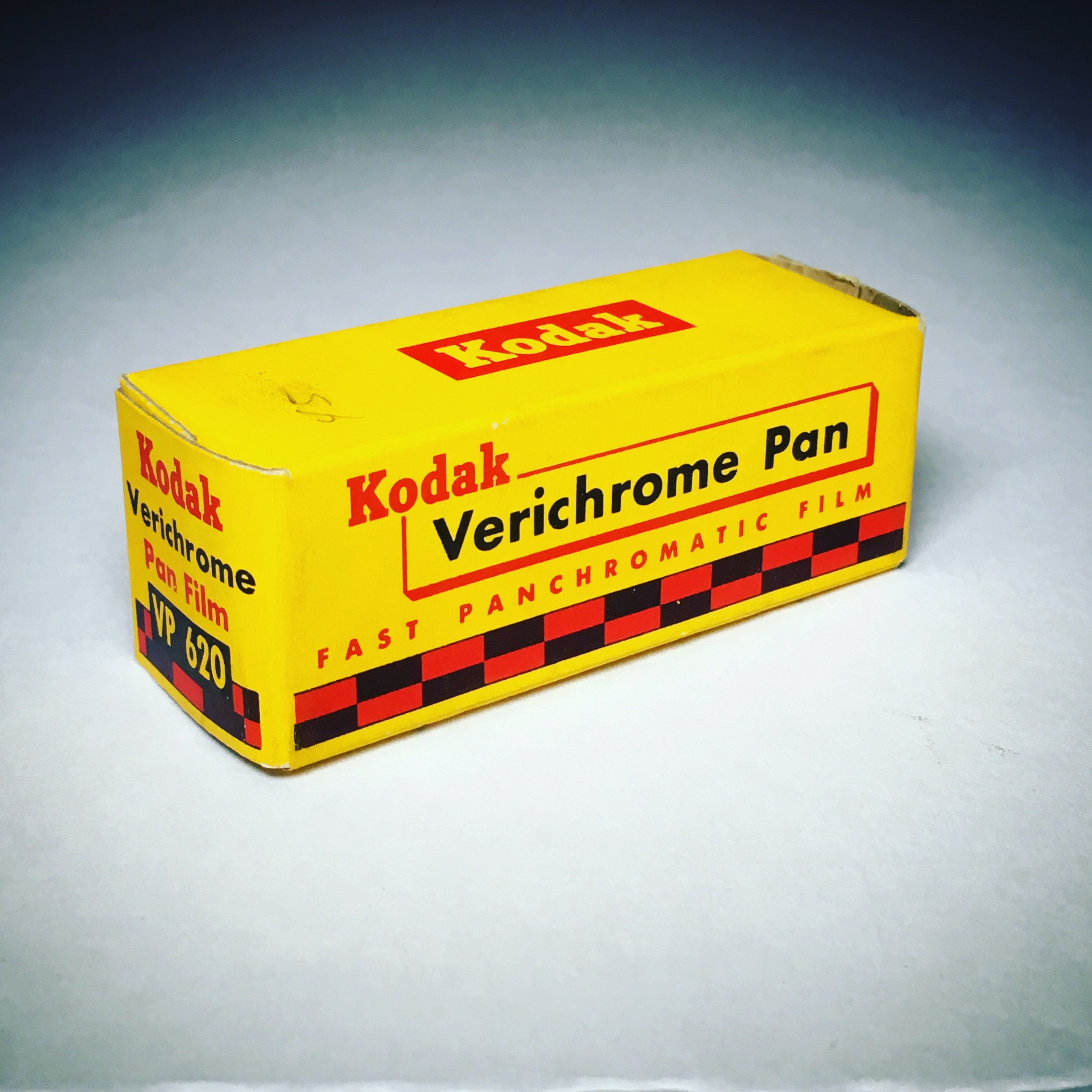

فيلم بنكروماتي (بالإنجليزية: Panchromatic film) ويطلق أيضا عليه اسم ألوان الفيلم وهو نوع من بالأبيض والأسود وأفلام التصوير والتي تراعي جميع موجات من الضوء المرئي e وهناك ألوان منه وبالتالي ينتج الفيلم صورة واقعية للمشهد.
وهو حساس للضوء وهناك بعض أنواع منه ليست حساسة لبعض موجات الضوء
وهاليد الفضة مستحلبات أكثر حساسية لضوء والأشعة فوق البنفسجية والزرقاء بدلا من موجات خضراء وحمراء
وقد بين الصيدلي الألماني هيرمان دبليو فوغيل كيفية تمديد الحساسية إلى الأخضر والبرتقالي في وقت واحد وذلك بإضافة الأصباغ إلى توعية المستحلب
أحد الافلام المستخدمة في التصوير الجوى له حساسية من 400 _700 مللميكرون